# Christoph Radke (Handballspieler)
Christoph Radke (* 8. April 1966) ist ein ehemaliger deutscher Handballspieler.

## Karriere
Der Rückraumspieler Christoph Radke begann seine Karriere beim VfL Mennighüffen und wechselte später zur TSG Altenhagen-Heepen, wo er in der seinerzeit drittklassigen Regionalliga West spielte. Im Jahre 1993 gelang ihm mit seiner Mannschaft der Aufstieg in die 2. Bundesliga. In der Saison 1993/94 kam Radke in 31 Spielen zum Einsatz und erzielte dabei 42 Tore. Am Saisonende verließ er den Bielefelder Verein und wechselte zunächst zur HSG Spradow nach Bünde, bevor er sich dem Oberligisten TuS Jöllenbeck anschloss. Im Jahre 1997 folgte der Wechsel zur HSG Spenge-Lenzinghausen. Anschließend spielte er noch für die zweite Mannschaft des TuS Spenge, bevor er im Jahre 2008 seine Karriere beendete.